# 예멘 사회당
예멘 사회당(아랍어: الحزب الاشتراكي اليمني, al-Hizb al-Ishtiraki al-Yamani, Yemeni Socialist Party, YSP, 영어: Yemeni Socialist Party)은 예멘의 정당이다. 사회주의 계열의 정당이며 옛 남예멘에서는 일당제 정당이었다. 남예멘 독립과 남예멘 분리주의를 주장한다.

## 역사
1940년대에서 1950년대에 걸쳐서 영국 통치하에 있던 남예멘의 유학생들이 결성한 정당이다. 남예멘에서는 좌파민족주의 조직인 민족해방전선을 중심으로 반(反)영국 독립 운동이 일어났고 1967년 남예멘이 독립했다. 이후 민족해방전선은 남예멘을 단독 집권하는 정당이 되었다.

## 같이 보기
- 남예멘 반란